# Битка при Червената стена
Битката при Червената стена (на английски: Battle of Monastir, Battle of Lake Prespa, на френски: Bataille de Monastir, Bataille de la cote 1248, Bataille de Pelister) е битка между българските войски и тези на Антантата, проведена между 12 март – 18 май 1917 година на Южния фронт по време на Първата световна война.

## Ход на битката

### Прелюдия
В края на Битолското настъпление през декември 1916 година силите на Антантата овладяват Битоля. В околността са съсредоточени 5 френски дивизии 57-а, 11-а колониална, 16-а колониална, 76-а и 156-а пехотна дивизии.
В началото на 1917 година френското командване разработва операция, която трябва да отхвърли българската армия от Баба планина, да овладее Битолско – Прилепското поле и да надвисне над долината на Вардар. На 12 март 1917 година френската артилерия открива огън по двата върха – кота 1248 и Червената стена. Стрелбата продължава 24 часа и въпреки това българите нямат нито един убит и ранен. Предупредени от разузнаването, те се изтеглят в бетонните бункери в обратните скатове на двата хълма.

### Първи сражения
На 14 март пет френски дивизии тръгват в атака срещу кота 1248, Червената стена и западната част на билото на Баба планина, зает от 8-а пехотна дивизия. След шестдневни боеве кота 1248 е удържана, но ударът в тази част на фронта е по скоро демонстративен. Истинската битка се разгаря за Червената стена, където тръгват в атака три френски дивизии. Бдинци наистина са се биели като лъвове и титани, както се пее в бойния им марш. Окопите преминават от ръце в ръце по няколко пъти на ден. Щикови атаки се редуват с барабанен артилерийски обстрел. На 18 март 1917 година Червената стена е наречена вече с ужас и възхищение „Македонската Шипка“. В редица участъци бдинци, свършили патроните, търкаляли огромни камъни и скършени от артилерийския обстрел дървени трупи върху пълзящите към върха на хълма френски вериги. Жертви дават и Ломци, техният командир полковник Стефан Илиев загива на 26 март при една от контраатаките на българската армия.

### Заключителни боеве
В крайна сметка в началото на май 1917 година Червената стена е превзета от французите и българите отстъпили на съседния връх. Цялата останала позиция по Баба планина остава в български ръце, а Битоля – под обстрела на българската артилерия. Така че от военна гледна точка падането на Червената стена не представлявало никаква загуба. Но символичното значение, което придобила Червената стена, не можело да остави върха във френски ръце. Командването на Бдинската дивизия съсредоточило около Червената стена цялата дивизионна артилерия. На един стръмен съседен връх българите изнесли на ръце шест нови батареи от тежки гаубици. Предните пехотни части също били снабдени с едно ново, току-що закупено от немците оръжие – огнепръскачки, използвано за пръв път на Балканите. На 18 май 1917 година върху двата френски полка (6000 души) заели Червената стена, се изсипва ураганен артилерийски огън. Особено ефективни са шестте нови батареи, от които французите се виждаха като на длан. След двучасова стрелба френските окопи били затрупани с град от ръчни бомби. До френските окопи са се промъкнали под прикритието на артилерийския обстрел специални щурмови команди. След това дошъл редът на огнепръскачките. Скоро затрещяват и взривяващи се боеприпаси и окопите се превърнали в огнен ад. Когато всичко утихва, един български полк тръгва с натъкнати ножове към върха. Българите атакуват, а двама офицери и 259 войници – единствените оцелели от двата полка, ги посрещат с вдигнати ръце. Червената стена е отново е в български ръце.
Френската загуба води до провала на готвената пролетна офанзива по целия фронт.